# گمینا پلیس
گمینا پلیس (به لهستانی:  Gmina Police) یک گمینا در لهستان است که در شهرستان پلیس واقع شده‌است. گمینا پلیس ۲۵۱٫۴۲ کیلومتر مربع مساحت و ۴۱٬۴۱۷ نفر جمعیت دارد.